# Шупфнудель

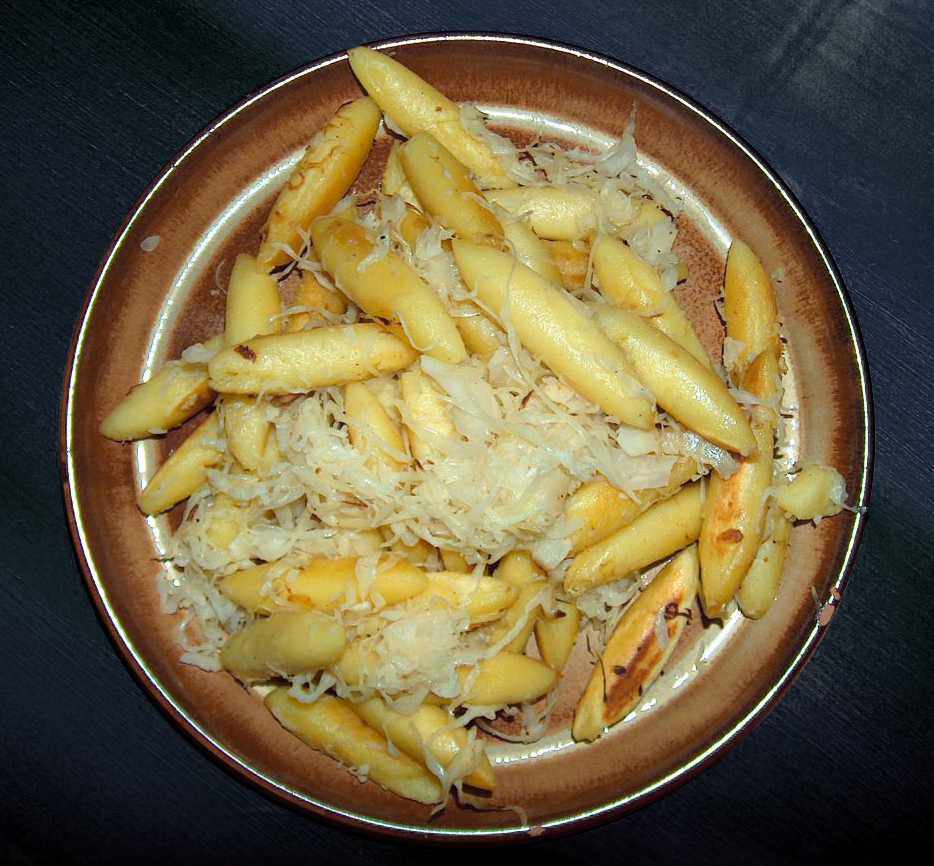
Шупфнудели с квашеной капустой

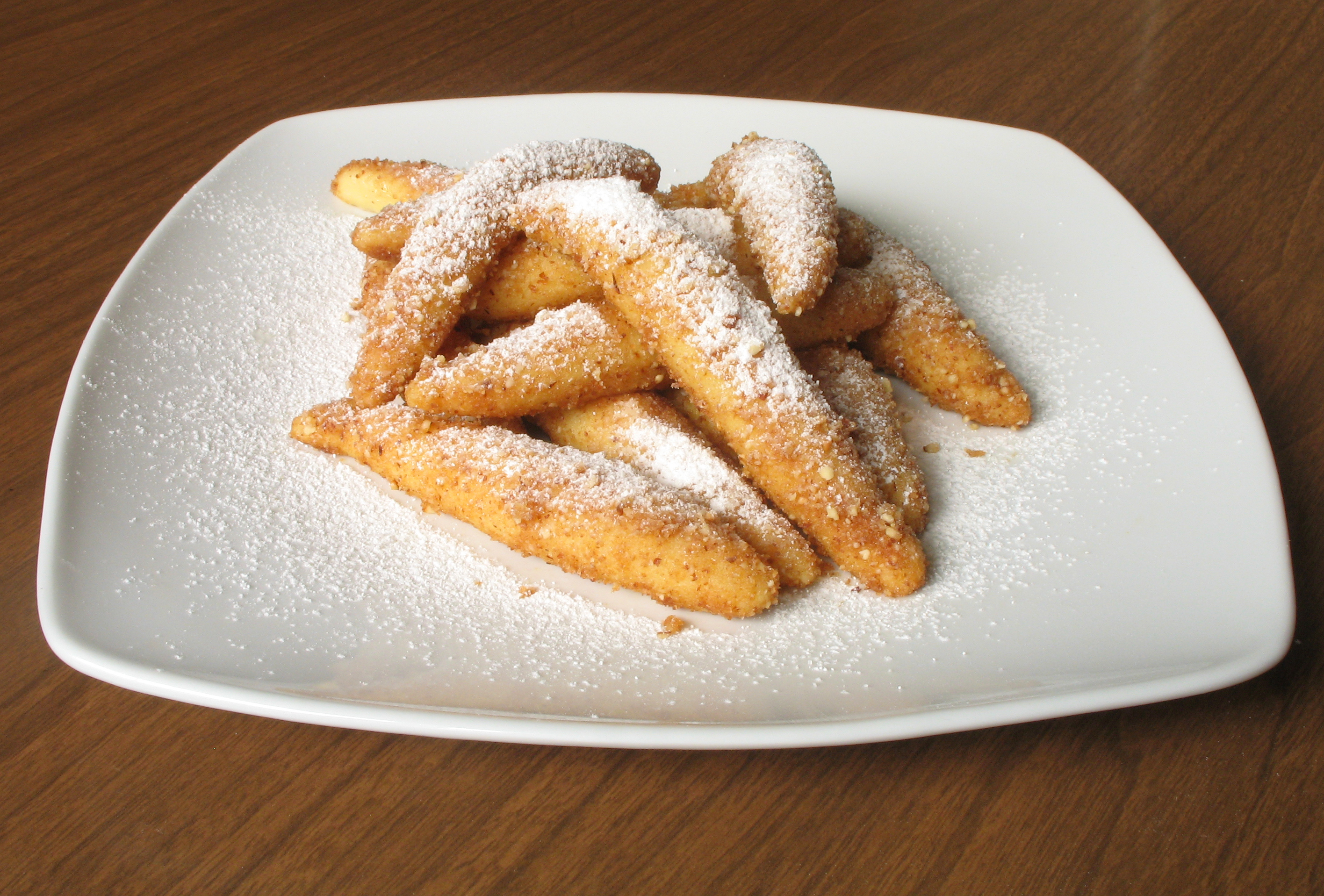
Десертная «нагая Мариэла»

Шу́пфнудель (нем. Schupfnudel — букв. «скатанная лапша», также нем. Fingernudel — «пальчиковая лапша») — блюдо южнонемецкой и австрийской кухни, похожее на итальянские ньокки и известное в различных региональных вариантах. Особенно популярны в баденской и швабской кухнях. Шупфнудели готовят из теста на ржаной и пшеничной муке или картофеле с яйцом и раскатывают вручную. Имеют продолговатую форму с заострёнными концами. Шупфнудели отваривают в течение нескольких минут в подсоленной воде, жарят во фритюре или на сковороде. Отваренные шупфнудели обжаривают на сковороде с квашеной капустой и копчёным шпигом и подают в качестве самостоятельного блюда или гарнира, также имеются десертные варианты подачи с маком или сахаром и корицей под названием «нагая Мариэла» (нем. Nackete Mariele).
Мучные шупфнудели были известны как еда ландскнехтов ещё во времена Тридцатилетней войны: солдаты замешивали тесто из пайковой муки с водой. С появлением в Германии картофеля в XVII веке появились и многочисленные рецепты картофельных шупфнуделей.